# Hapoël Beer-Sheva
Maillots
Actualités
Le Hapoël Beer-Sheva Football Club (en hébreu : מועדון הכדורגל הפועל באר שבע), plus couramment abrégé en Hapoël Beer-Sheva, est un club israélien de football fondé en 1949 et basé dans la ville de Beer-Sheva, au sud du pays.
Le club joue avec un maillot rayé rouge et blanc. Il évolue actuellement en Ligat HaAl, la 1re division nationale.
Il joue ses matches à domicile au stade Turner depuis septembre 2015, qui possède une capacité de 16 126 spectateurs. Le club a douze mille abonnés.

## Histoire
L'Hapoel Beer Sheva est acheté en 2007 pour 1,8 million de dollars par Alona Barkat (en), femme du milliardaire Eli Barkat (qui est aussi le frère de Nir Barkat) alors que le club se trouve en deuxième division du championnat israélien et en difficultés financières. Deux ans, plus tard, le club est promu en première division (Ligat HaAl).

## Bilan sportif

### Palmarès
| \| - Championnat d'Israël (5) : - Champion : 1974-75, 1975-76, 2015-16, 2016-17 et 2017-18. - Vice-champion : 2013-14, 2021-22 et 2024-25. - Coupe d'Israël (4) : - Vainqueur : 1996-97, 2019-20, 2021-22 et 2024-25. - Finaliste : 1983-84, 2002-03, 2014-15 et 2023-24. - Supercoupe d'Israël (4) : - Vainqueur : 1974-75, 2015-16, 2016-17 et 2022. - Finaliste : 1975-76, 2017-18 et 2019-20. \| \| - Coupe de la Ligue israélienne (3) : - Vainqueur : 1988-89, 1995-96 et 2016-17. - Finaliste : 1985-86, 2012-13, 2021-22 et 2022-23. - Championnat d'Israël D2 (3) : - Champion : 1964-65, 1970-71 et 1999-00. \| \| - Coupe de la Ligue israélienne D2 (1) : - Vainqueur : 2008-09. - Finaliste : 2005-06. - Supercoupe d'Israël D2 (1) : - Vainqueur : 1970-71. \| |  | |  | |
| - Championnat d'Israël (5) : - Champion : 1974-75, 1975-76, 2015-16, 2016-17 et 2017-18. - Vice-champion : 2013-14, 2021-22 et 2024-25. - Coupe d'Israël (4) : - Vainqueur : 1996-97, 2019-20, 2021-22 et 2024-25. - Finaliste : 1983-84, 2002-03, 2014-15 et 2023-24. - Supercoupe d'Israël (4) : - Vainqueur : 1974-75, 2015-16, 2016-17 et 2022. - Finaliste : 1975-76, 2017-18 et 2019-20. |  | - Coupe de la Ligue israélienne (3) : - Vainqueur : 1988-89, 1995-96 et 2016-17. - Finaliste : 1985-86, 2012-13, 2021-22 et 2022-23. - Championnat d'Israël D2 (3) : - Champion : 1964-65, 1970-71 et 1999-00. |  | - Coupe de la Ligue israélienne D2 (1) : - Vainqueur : 2008-09. - Finaliste : 2005-06. - Supercoupe d'Israël D2 (1) : - Vainqueur : 1970-71. |

### Bilan européen

#### Bilan
| Compétition              | P  | M  | V  | N  | D  | BP  | BC  | Diff. |
| ------------------------ | -- | -- | -- | -- | -- | --- | --- | ----- |
| Ligue des champions (C1) | 3  | 16 | 9  | 3  | 4  | 27  | 24  | +3    |
| Coupe des coupes (C2)    | 1  | 4  | 1  | 1  | 2  | 3   | 15  | -12   |
| Ligue Europa (C3)        | 10 | 47 | 14 | 11 | 22 | 51  | 75  | -14   |
| Ligue Conférence (C4)    | 5  | 28 | 10 | 12 | 6  | 38  | 24  | +14   |
| Total                    | 19 | 95 | 34 | 27 | 34 | 119 | 138 | -19   |

#### Résultats
Légende
- Victoire ou qualification pour le tour suivant
- Match nul
- Défaite ou élimination de la compétition

Note : dans les résultats ci-dessous, le score du club est toujours donné en premier.
| Saison    | Compétition             | Tour                | Club                  | Domicile | Extérieur | Total             |
| --------- | ----------------------- | ------------------- | --------------------- | -------- | --------- | ----------------- |
| 1994-1995 | Coupe UEFA              | Tour préliminaire   | Aris Salonique        | 1 - 2    | 1 - 3     | 2 - 5             |
| 1995-1996 | Coupe UEFA              | Tour préliminaire   | KF Tirana             | 2 - 0    | 1 - 0     | 3 - 0             |
| 1995-1996 | Coupe UEFA              | 32es de finale      | FC Barcelone          | 0 - 7    | 0 - 5     | 0 - 12            |
| 1997-1998 | Coupe des coupes        | Tour préliminaire   | Žalgiris Vilnius      | 2 - 1    | 0 - 0     | 2 - 1             |
| 1997-1998 | Coupe des coupes        | Seizièmes de finale | Roda JC Kerkrade      | 1 - 4    | 0 - 10    | 1 - 14            |
| 2004      | Coupe Intertoto         | Premier tour        | Vllaznia Shkodër      | 0 - 3    | 2 - 1     | 2 - 4             |
| 2014-2015 | Ligue Europa            | Deuxième tour Q     | RNK Split             | 0 - 0    | 1 - 2     | 1 - 2             |
| 2015-2016 | Ligue Europa            | Deuxième tour Q     | FC Thoune             | 1 - 1    | 1 - 2     | 2 - 3             |
| 2016-2017 | Ligue des champions     | Deuxième tour Q     | Sheriff Tiraspol      | 3 - 2    | 0 - 0     | 3 - 2             |
| 2016-2017 | Ligue des champions     | Troisième tour Q    | Olympiakos            | 1 - 0    | 0 - 0     | 1 - 0             |
| 2016-2017 | Ligue des champions     | Barrages Q          | Celtic FC             | 2 - 0    | 2 - 5     | 4 - 5             |
| 2016-2017 | Ligue Europa            | Groupe K            | Inter Milan           | 3 - 2    | 2 - 0     | Deuxième          |
| 2016-2017 | Ligue Europa            | Groupe K            | Southampton FC        | 0 - 0    | 1 - 1     | Deuxième          |
| 2016-2017 | Ligue Europa            | Groupe K            | Rosenborg             | 0 - 1    | 0 - 2     | Deuxième          |
| 2016-2017 | Ligue Europa            | Seizièmes de finale | Beşiktaş JK           | 2 - 0    | 2 - 5     | 4 - 5             |
| 2017-2018 | Ligue des champions     | Deuxième tour Q     | Budapest Honvéd       | 2 - 1    | 3 - 2     | 5 - 3             |
| 2017-2018 | Ligue des champions     | Troisième tour Q    | Ludogorets Razgrad    | 2 - 0    | 1 - 3     | 3E - 3            |
| 2017-2018 | Ligue des champions     | Barrages Q          | NK Maribor            | 2 - 1    | 0 - 1     | 2 - 2E            |
| 2017-2018 | Ligue Europa            | Groupe G            | FC Lugano             | 2 - 1    | 0 - 1     | Quatrième         |
| 2017-2018 | Ligue Europa            | Groupe G            | Viktoria Plzeň        | 0 - 2    | 1 - 3     | Quatrième         |
| 2017-2018 | Ligue Europa            | Groupe G            | FCSB                  | 1 - 2    | 1 - 1     | Quatrième         |
| 2018-2019 | Ligue des champions     | Premier tour Q      | Flora Tallinn         | 3 - 1    | 4 - 1     | 7 - 2             |
| 2018-2019 | Ligue des champions     | Deuxième tour Q     | Dinamo Zagreb         | 2 - 2    | 0 - 5     | 2 - 7             |
| 2018-2019 | Ligue Europa            | Troisième tour Q    | APOEL Nicosie         | 2 - 2    | 1 - 3     | 3 - 5             |
| 2019-2020 | Ligue Europa            | Premier tour Q      | KF Laç                | 1 - 0    | 1 - 1     | 2 - 1             |
| 2019-2020 | Ligue Europa            | Deuxième tour Q     | Kaïrat Almaty         | 2 - 0    | 1 - 1     | 3 - 1             |
| 2019-2020 | Ligue Europa            | Troisième tour Q    | IFK Norrköping        | 3 - 1    | 1 - 1     | 4 - 2             |
| 2019-2020 | Ligue Europa            | Barrages Q          | Feyenoord Rotterdam   | 0 - 3    | 0 - 3     | 0 - 6             |
| 2020-2021 | Ligue Europa            | Premier tour Q      | Dinamo Batoumi        | 3 - 0    | N/A       | 3 - 0             |
| 2020-2021 | Ligue Europa            | Deuxième tour Q     | KF Laç                | N/A      | 2 - 1     | 2 - 1             |
| 2020-2021 | Ligue Europa            | Troisième tour Q    | Motherwell FC         | 3 - 0    | N/A       | 4 - 2             |
| 2020-2021 | Ligue Europa            | Barrages Q          | Viktoria Plzeň        | 1 - 0    | N/A       | 1 - 0             |
| 2020-2021 | Ligue Europa            | Groupe C            | Bayer Leverkusen      | 2 - 4    | 1 - 4     | Troisième         |
| 2020-2021 | Ligue Europa            | Groupe C            | Slavia Prague         | 3 - 1    | 0 - 3     | Troisième         |
| 2020-2021 | Ligue Europa            | Groupe C            | OGC Nice              | 1 - 0    | 0 - 1     | Troisième         |
| 2021-2022 | Ligue Europa Conférence | Deuxième tour Q     | Arda Kardjali         | 4 - 0    | 2 - 0     | 6 - 0             |
| 2021-2022 | Ligue Europa Conférence | Troisième tour Q    | Śląsk Wrocław         | 4 - 0    | 1 - 2     | 5 - 2             |
| 2021-2022 | Ligue Europa Conférence | Barrages Q          | Anorthosis Famagouste | 0 - 0    | 1 - 3     | 1 - 3             |
| 2022-2023 | Ligue Europa Conférence | Deuxième tour Q     | Dinamo Minsk          | 2 - 1    | 1 - 0     | 3 - 1             |
| 2022-2023 | Ligue Europa Conférence | Troisième tour Q    | FC Lugano             | 3 - 1    | 2 - 0     | 5 - 1             |
| 2022-2023 | Ligue Europa Conférence | Barrages Q          | Universitatea Craiova | 1 - 1 ap | 1 - 1     | 2 - 2 (4 - 3 tab) |
| 2022-2023 | Ligue Europa Conférence | Groupe C            | Villarreal CF         | 1 - 2    | 2 - 2     | Troisième         |
| 2022-2023 | Ligue Europa Conférence | Groupe C            | Austria Vienne        | 4 - 0    | 0 - 0     | Troisième         |
| 2022-2023 | Ligue Europa Conférence | Groupe C            | Lech Poznań           | 1 - 1    | 0 - 0     | Troisième         |
| 2023-2024 | Ligue Europa Conférence | Deuxième tour Q     | FK Panevėžys          | 1 - 0    | 1 - 1     | 2 - 1             |
| 2023-2024 | Ligue Europa Conférence | Troisième tour Q    | Levski Sofia          | 0 - 0    | 1 - 2     | 1 - 2             |
| 2024-2025 | Ligue Conférence        | Deuxième tour Q     | Tcherno More Varna    | 0 - 0    | 2 - 1     | 2 - 1             |
| 2024-2025 | Ligue Conférence        | Troisième tour Q    | FK Mladá Boleslav     | 2 - 4    | 1 - 1     | 3 - 5             |
| 2025-2026 | Ligue Europa            | Premier tour Q      | Levski Sofia          | 1 - 1 ap | 0 - 0     | 1 - 1 (1 - 3 tab) |
| 2025-2026 | Ligue Conférence        | Deuxième tour Q     | AEK Athènes           | 0 - 0    | 0 - 1     | 0 - 1             |

1. ↑  Initialement une défaite 1-0 avant d'être changé en défaite sur tapis vert sur le score de 3-0, l'Hapoël ayant aligné un joueur inéligible.

## Personnalités du club

### Présidents
- Asi Rahamim

### Entraîneurs[6]
| - Yosef Azran (1955 - 1957) - Lonia Dvorin (1957 - 1958) - Lonia Dvorin / Jack Gibbons (1958 - 1959) - Yehiel Mor (1959 - 1961) - Yehiel Mor / Rober Eryol (1961 - 1962) - Yehiel Mor (1962 - 1964) - Slavko Milošević (1964 - 1965) - Selvole Stanković (1965 - 1966) - Yehiel Mor (1966 - 1968) - Moshe Litbek / Selvole Stepanović (1968 - 1969) - Avraham Menchel (1969 - 1970) - Moshe Litvak (1970 - 1972) - Eli Fuchs (1972 - 1974) - Amatsya Levkovitch (1974 - 1976) - Eli Fuchs / Eliyahu Offer (1976 - 1977) - Eliyahu Offer (1977 - 1979) - Amatsya Levkovitch (1979 - 1980) | - Eliyahu Offer (1980 - 1981) - Shimon Shenar (1981 - 1983) - Eliyahu Offer (1983 - 1984) - Jackie Dekel / Zvi Rosen (1984 - 1985) - Nahum Stelmach (1985 - 1986) - Dror Bar Nur / Nino Bargig (1986 - 1987) - Nissim Bahar (1987 - 1988) - Shimon Shenar (1988 - 1989) - Hain Cohen / Alon Ben Dor / Eliyahu Offer (1989 - 1990) - Eliyahu Offer (1990 - 1992) - Viko Hadad (1993 - 1994) - Vitaly Savtchenko (1994 - 1995) - Vitaly Savtchenko / Viko Hadad / Eli Guttman (1995 - 1996) - Eli Guttman (1996 - 1997) - Eliyahu Offer / Beni Tabak / Jackie Dekel (1997 - 1998) - Yehoshua Feigenbaum / Gili Landau (1998 - 1999) | - Eliyahu Offer / Motti Ivanir / Eyal Lahman (1999 - 2000) - Eyal Lahman / Shlomo Scharf / Michael Kadosh (2000 - 2001) - Michael Kadosh (2001 - 2003) - Eli Guttman (2003 - 2004) - Eli Guttman / Eli Cohen / Michael Kadosh (2004 - 2005) - Nir Levine / Haim Ben Shahnan / Marco Balbul (2005 - 2006) - Gili Landau (2006 - 2007) - Marco Balbul / Gili Landau (2007 - 2008) - Guy Levy / Viko Hadad (2008 - 2009) - Guy Azouri / Viko Hadad (2009 - 2010) - Nir Klinger (2010 - 2011) - Nir Klinger / Guy Levy (2011 - 2012) - Elisha Levi (2012 - 2015) - Barak Bachar (2015 - 2020) - Yossi Abukasis (2020 - ) |